# Купалинка (песня)
Купалинка-Купалинка, тёмная ночка,

Тёмная ночка, где же твоя дочка?

Тёмная ночка, где же твоя дочка?

Моя дочка в садочке розу, розу полет,

Розу, розу полет, белы ручки колет,

Розу, розу полет, белы ручки колет.

Цветочки рвет, цветочки рвет,

В веночки свивает,

В веночки свивает, слезки проливает,

В веночки свивает, слезки проливает.

Купалинка-Купалинка, тёмная ночка,

Тёмная ночка, где же твоя дочка?

Тёмная ночка, где же твоя дочка?
«Купали́нка» — белорусская народная песня. Наибольшую известность получила сценическая версия для пьесы «На Купалье» 1921 года, где слова
Михася Чарота являются незначительной авторской переработкой текста народной песни, а музыка Владимира Теравского написана на основе белорусских народных мелодий.

## Сюжет песни
В песне рассказывается о девушке, чьей матушкой выступает «Купалинка — тёмная ночка». Девушка срезает веточки розы, которые колят её «белые ручки», а затем из веточек она плетёт себе венок на праздник Ивана Купала.
В народных вариантах песни обычно происходит разговор между девушкой Купалочкой (Купаленка, Купал-ночка, Анна или Ганна), олицетворяющей вечер и ночь накануне праздника и парнем Купалой (Иван), олицетворяющим сам праздник или его утро. Песня связана с обрядом вить венки на праздник. Сам венок служил не только украшением девушки, но с его помощью гадали на суженого, венком менялись с парнем, что означало согласие на скорый брак с ним. Изготовление венка представляет собой особый ритуал, регламентирующий состав исполнителей (обычно девушки, женщины), обрядовое время и место плетения (гумно), число, размер и форму венка, способ плетения, дополнительные украшения (нитки, ленты, чеснок и т. п.).
Варианты народной песни часто начинались со строки: «Купалейка, ноч маленька» («Купалінька, ноч малінька», «Купаленька, ноч маленька»), присущая целому ряду купальских песен.
Со временем появились новые «народные» трактовки, утверждающие, что якобы в некоторых вариантах исходной народной песни обыгрывалась ситуация периода становления христианства на белорусских землях. В те времена церковное руководство активно изживало традицию празднования языческого праздника Купалье, во время которого молодежь уходила ночью в лес в поисках мифического цветущего папоротника. Священники в ночь на праздник ходили по домам с проверками, все ли дома, — и мать в оправдание отсутствия дочки заявляет, что та, хотя уже и темно, пропалывает цветы в саду.

## История сценической версии
В 1921 году поэт Михась Чарот написал музыкальную пьесу «На Купалье» для Белорусского драматического театра, которому в то время требовался национальный репертуар. Музыку к пьесе создал фольклорист и композитор Владимир Теравский. Чарот вставил в пьесу ряд народных песен в собственной обработке, в том числе и «Купалинку». Только в  1920-х годах пьеса прошла более 400 раз, и многие песни из неё стали очень популярными в народе.
Песню «Купалинка», являющуюся фрагментом музыкального сопровождения спектакля, исполняла главная героиня Алеся. Её играла непрофессиональная актриса Александра Александрович — в которую Михась Чарот был безответно влюблён и которой хотел посвятить эту песню.
Оба создателя песни — и Михась Чарот, и Владимир Теравский — были арестованы и казнены во время сталинских репрессий 1937—1938 годов. Сразу после их ареста пьеса была снята с репертуара театра, а имена поэта и композитора долгие годы замалчивались.
Эта же песня как народная приведена под № 39 в издании: «Анталогія беларускай народнай песні» (1968) Г. Цитовича с пометкой «Записана Вл. Теравским в Червенском районе Минской области Белоруссии».

## Известность
Песня стала одной из самых узнаваемых в Советской Белоруссии и других республиках СССР, и не теряет популярности уже на протяжении века.
«Купалинку» исполняли практически все белорусские музыкальные коллективы, в том числе Песняры и Сябры, а также множество исполнителей из других стран — например, Deep Purple и Тарья Турунен.
В фильме «Вызов» (англ. Defiance) (2008 год) об отряде братьев Бельских партизаны по сценарию должны были петь песню «Чёрный ворон», но в окончательном варианте её заменили на «Купалинку».
Песня активно использовалась во время акций протеста в Белоруссии в 2020 году.
В танковом шутере World of Tanks на карте «Прохоровка» используется мелодия «Купалинки».